# 172505 Kimberlyespy
172505 Kimberlyespy è un asteroide della fascia principale. Scoperto nel 2003, presenta un'orbita caratterizzata da un semiasse maggiore pari a 2,2799799 au e da un'eccentricità di 0,1719418, inclinata di 6,16564° rispetto all'eclittica.